# Élections législatives de 1958 dans l'Yonne
Les élections législatives françaises de 1958 se déroulent les 23 et 30 novembre 1958. Dans le département de l'Yonne, trois députés sont à élire dans le cadre de trois circonscriptions.

## Élus
| Circonscription | Député élu    | Parti | Parti |
| --------------- | ------------- | ----- | ----- |
| 1re             | René Walter   |       | UNR   |
| 2e              | Jean Chamant  |       | CNIP  |
| 3e              | Gaston Perrot |       | UNR   |

## Système électoral
Pour la première fois depuis 1936, les élections législatives ont lieu au scrutin uninominal majoritaire à deux tours dans des circonscriptions uninominales.
Est élu au premier tour le candidat qui réunit la majorité absolue des suffrages exprimés et un nombre de voix au moins égal au quart (25 %) des électeurs inscrits dans la circonscription. Si aucun des candidats ne satisfait ces conditions, un second tour est organisé entre les candidats ayant réuni un nombre de voix au moins égal à 5 % des suffrages exprimés. Au second tour, le candidat arrivé en tête est déclaré élu.
Le seuil de qualification, basé sur un pourcentage relativement faible des suffrages exprimés, tend à faciliter l'accès au second tour de plus de deux candidats. Les candidats en lice au second tour peuvent ainsi fréquemment être trois, un cas de figure appelé « triangulaire ». Lorsque quatre candidats s'affrontent au second tour, on parle de « quadrangulaire ».

## Résultats

### Résultats à l'échelle du département
| Parti          | Parti                                            | Premier tour | Premier tour | Second tour | Second tour | Sièges |
| Parti          | Parti                                            | Voix         | %            | Voix        | %           | Sièges |
| -------------- | ------------------------------------------------ | ------------ | ------------ | ----------- | ----------- | ------ |
|                | Union pour la nouvelle République                | 33 154       | 26,40        | 47 799      | 37,53       | 2      |
|                | Centre national des indépendants et paysans      | 30 851       | 24,57        | 25 002      | 19,63       | 1      |
|                | Modérés                                          | 4 034        | 3,21         | Retrait     | Retrait     | 0      |
|                | Droite parlementaire                             | 68 039       | 54,18        | 72 801      | 57,16       | 3      |
|                |                                                  |              |              |             |             |        |
|                | Parti communiste français                        | 23 489       | 18,70        | 25 353      | 19,91       | 0      |
|                | Section française de l'Internationale ouvrière   | 15 586       | 12,41        | 14 191      | 11,14       | 0      |
|                | Parti républicain, radical et radical-socialiste | 8 689        | 6,92         | Retrait     | Retrait     | 0      |
|                | Centre républicain                               | 6 391        | 5,09         | 15 012      | 11,79       | 0      |
|                | Centre réformateur républicain                   | 3 390        | 2,70         | Retrait     | Retrait     | 0      |
|                |                                                  |              |              |             |             |        |
| Inscrits       | Inscrits                                         | 171 022      | 100,00       | 171 059     | 100,00      | 3      |
| Abstentions    | Abstentions                                      | 42 073       | 24,6         | 41 571      | 24,3        |        |
| Votants        | Votants                                          | 128 949      | 75,4         | 129 488     | 75,7        |        |
| Blancs et nuls | Blancs et nuls                                   | 3 365        | 2,61         | 2 131       | 1,65        |        |
| Exprimés       | Exprimés                                         | 125 584      | 97,39        | 127 357     | 98,35       |        |

### Résultats par circonscription

#### Première circonscription (Auxerre)
| Candidat       | Candidat              | Parti          | Premier tour | Premier tour | Second tour | Second tour |  |
| Candidat       | Candidat              | Parti          | Voix         | %            | Voix        | %           |  |
| -------------- | --------------------- | -------------- | ------------ | ------------ | ----------- | ----------- |  |
|                | René Walter élu       | UNR            | 12 360       | 32,62        | 19 629      | 50,57       |  |
|                | Jean Moreau           | CNIP           | 10 203       | 26,93        | 9 119       | 23,49       |  |
|                | Marcel Bardin         | PCF            | 6 188        | 16,33        | 6 726       | 17,33       |  |
|                | Gérard Vée            | SFIO           | 4 927        | 13           | 3 339       | 8,6         |  |
|                | Jean-Michel Renaitour | Radsoc         | 4 213        | 11,12        | Retrait     | Retrait     |  |
|                |                       |                |              |              |             |             |  |
| Inscrits       | Inscrits              | Inscrits       | 53 415       | 100,00       | 53 454      | 100,00      |  |
| Abstentions    | Abstentions           | Abstentions    | 14 622       | 27,37        | 14 160      | 26,49       |  |
| Votants        | Votants               | Votants        | 38 793       | 72,63        | 39 294      | 73,51       |  |
| Blancs et nuls | Blancs et nuls        | Blancs et nuls | 902          | 2,33         | 481         | 1,22        |  |
| Exprimés       | Exprimés              | Exprimés       | 37 891       | 97,67        | 38 813      | 98,78       |  |

#### Deuxième circonscription (Avallon)
| Candidat       | Candidat              | Parti          | Premier tour | Premier tour | Second tour | Second tour |  |
| Candidat       | Candidat              | Parti          | Voix         | %            | Voix        | %           |  |
| -------------- | --------------------- | -------------- | ------------ | ------------ | ----------- | ----------- |  |
|                | Jean Chamant élu      | CNIP           | 13 359       | 32,67        | 15 883      | 37,89       |  |
|                | René Millereau        | PCF            | 7 357        | 17,99        | 7 818       | 18,65       |  |
|                | Paul Flandin          | CR             | 6 391        | 15,63        | 15 012      | 35,82       |  |
|                | Maurice Vallery-Radot | Modérés        | 4 034        | 9,86         | Retrait     | Retrait     |  |
|                | Louis Protat          | CRR            | 3 390        | 8,29         | Retrait     | Retrait     |  |
|                | René Humberdot        | SFIO           | 3 236        | 7,91         | 3 202       | 7,64        |  |
|                | Louis-François Morel  | UNR            | 3 128        | 7,65         | Retrait     | Retrait     |  |
|                |                       |                |              |              |             |             |  |
| Inscrits       | Inscrits              | Inscrits       | 54 490       | 100,00       | 54 505      | 100,00      |  |
| Abstentions    | Abstentions           | Abstentions    | 12 461       | 22,87        | 11 905      | 21,84       |  |
| Votants        | Votants               | Votants        | 42 029       | 77,13        | 42 600      | 78,16       |  |
| Blancs et nuls | Blancs et nuls        | Blancs et nuls | 1 134        | 2,7          | 685         | 1,61        |  |
| Exprimés       | Exprimés              | Exprimés       | 40 895       | 97,3         | 41 915      | 98,39       |  |

#### Troisième circonscription (Sens)
| Candidat       | Candidat          | Parti          | Premier tour | Premier tour | Second tour | Second tour |  |
| Candidat       | Candidat          | Parti          | Voix         | %            | Voix        | %           |  |
| -------------- | ----------------- | -------------- | ------------ | ------------ | ----------- | ----------- |  |
|                | Gaston Perrot élu | UNR            | 17 666       | 37,75        | 28 170      | 60,41       |  |
|                | Jean Cordillot    | PCF            | 9 944        | 21,25        | 10 809      | 23,18       |  |
|                | Jacques Piette    | SFIO           | 7 423        | 15,86        | 7 650       | 16,41       |  |
|                | Pierre Girault    | CNIP           | 7 289        | 15,58        | Retrait     | Retrait     |  |
|                | Georges Boully    | Radsoc         | 4 476        | 9,56         | Retrait     | Retrait     |  |
|                |                   |                |              |              |             |             |  |
| Inscrits       | Inscrits          | Inscrits       | 63 117       | 100,00       | 63 100      | 100,00      |  |
| Abstentions    | Abstentions       | Abstentions    | 14 990       | 23,75        | 15 506      | 24,57       |  |
| Votants        | Votants           | Votants        | 48 127       | 76,25        | 47 594      | 75,43       |  |
| Blancs et nuls | Blancs et nuls    | Blancs et nuls | 1 329        | 2,76         | 965         | 2,03        |  |
| Exprimés       | Exprimés          | Exprimés       | 46 798       | 97,24        | 46 629      | 97,97       |  |